# مرافعة القرن

رفعت المحجوب.

مرافعة القرن أو محاكمة القرن (وتُسمَى أيضاً محاكمة الغرباء) هي محاكمة لعدد من الأشخاص المنتمين إلى جماعة الجهاد الإسلامي المصرية بتهمة قتل رفعت المحجوب رئيس مجلس الشعب المصري الأسبق. أُجريت المحاكمة في 15 مايو 1993م، وأُدين مجموعة من المتهمين وحكم عليهم بالإعدام. لا زالت مجريات تلك القضية غامضة إحتى اليوم . إذ تدور بعض الشكوك حول براءةِ المتهمين .

## خلفية الأحداث
في الثاني عشر من أكتوبر 1990 وأثناء مرور موكب رفعت المحجوب أمام فندق سميراميس في القاهرة، تعرض لعملية اغتيال عن طريق مسلحّين مجهولين أطلقوا عليه النيران من فوق جسر قصر النيل.

## نتائجها
حُكم بالإعدام للمتهمين، وفشل المحامي في الدفاع عنهم، فبعد إصدار الحكم بالإعدام، نهض أحد المتهمين وأنشد أبيات من خلف القضبان من قصيدة تحمل عنوان (غرباء) ، فتأثر كل من في قاعة المحكمة وبكى محامي المتهمين بحرارة متأثراً به.
تم الحكم بالإعدام في الجلسة بتاريخ 15 /5/ 1993 م . قام المتهم في تلك القضية محمد النجار بأنشاد تلك القصيدة وهي من تأليف سيد قطب وعلى إثرها بكى الأستاذ أحمد نبيل الهلالي محامي المتهمين بعد مرافعة تم تسميتها بعد ذلك بمرافعة القرن لما وضح فيها من غيرة المحامي على دينه وأيضا عن قناعته ببراءة المتهمين في تلك القضية واستمرت المرافعة حوالي الثلاث ساعات، ولكن في النقض وفي جلسة السبت الموافق 14/8/1993 م.
لم يتم إعدام المتهمين وذلك لأن جملة الأدلة الكثيرة التي قدمتها النيابة العامة للمحكمة شهادة زوجات المتهمين على أزواجهن من أنهم أخبروهن بأنهم هم الذين قاموا بعملية اغتيال رفعت المحجوب. وقدمت النيابة ست زوجات كشهود إثبات ضد أزواجهن، ولكن بفراسة القاضي أهدر شهادة الزوجات الست بالمحكمة.
ونص الحكم في تلك القضية هو التالي:
حكمت المحكمة حضورياَ على المتهمين من الأول حتى الرابع والسادس والثامن والتاسع والعاشر والثاني عشر والثالث عشر والسادس عشر والسابع عشر والتاسع عشر والعشرين والحادي والعشرين والخامس والعشرين وغيابياَ للباقين.
أولًا: بمعاقبة المتهم الثالث محمد أحمد علي أحمد وشهرته محمد النجار بالأشغال الشاقة لمدة خمسة عشرة سنة عن تهم حيازته مفرقعات ومفجرات وأسلحة نارية مششخنة وذخائر وأسلحة بيضاء والتزوير في المحررات الرسمية واستعمالها وبراءته فيما عدا ذلك.
ثانيًا: بمعاقبة المتهم الثالث عشر محمد سيد عبد الجواد بالأشغال الشاقة عشر سنوات عن تهمة حيازته سلاحاَ نارياَ مششخناَ بندقية آلية وبراءته فيما عدا ذلك.
ثالثًا: بمعاقبة المتهم الأول ممدوح على يوسف عوض الله بالأشغال الشاقة لمدة سبع سنوات عن حيازته سلاحاَ نارياَ مششخناَ طبنجة وذخائر والتزوير في المحررات الرسمية واستعمالها وبراءته فيما عدا ذلك.
رابعًا: بمعاقبة المتهم السادس عشر عثمان جابر محمود الظهري بالأشغال الشاقة لمدة سبع سنوات عن حيازته مفرقعات وبراءاته فيما عدا ذلك.
خامسًا: بمعاقبة المتهم التاسع عشر عادل سيد قاسم شعبان بالأشغال الشاقة لمدة خمس سنوات عن حيازته مفرقعات وبراءته فيما عدا ذلك.
سادسًا: بمعاقبة المتهم الثاني صفوت أحمد عبد الغني بالأشغال الشاقة لمدة خمس سنوات عن تهمة حيازته طلقات نارية والتزوير في محررات رسمية واستعمالها وبراءته فيما عدا ذلك.
سابعاَ- بمعاقبة المتهم إبراهيم إسماعيل عبد الحميد علام بالسجن لمدة خمس سنوات عن تهمة التزوير في محرر رسمى وبطاقتي عضوية نقابة المحامين المصرية وبراءته فيما عدا ذلك..
ثامناًَ - بمعاقبة المتهم ضياء الدين فاروق خلف بالسجن خمس سنوات عن تهمة التزوير في محررات رسمية واستعمالها وتزوير جوازي السفر وبراءته فيما عدا ذلك..
تاسعاَ - بمعاقبة المتهم الرابع حامد أحمد عبد العال بالسجن لمدة ثلاث سنوات عن تزوير في محررات رسمية واستعمالها وبراءته فيما عدا ذلك..
عاشراَ - بمعاقبة المتهم السابع عشر هانى يوسف الشاذلي بالسجن لمدة ثلاث سنوات عن تزوير في محرر رسمي وبراءته فيما عدا ذلك..
ثانياَ ببراءة كل من عصام محمد عبد الجواد وعلاء أبو النصر طنطاوى وعبد الناصر نوح أحمد وعزت حسين محمد حسين وشهرته عزت السلاموني وعاصم على السيد عثمان واحمد مصطفى نواره وعادل حماد فرج وعبد المحسن عباس عبد الحي شلش ومحمد مصطفى زكى طه وأحمد مصطفى زكى طه وحسني محمد محمد حسنين وعادل عيد شريف وجمال إسماعيل شمردل وإبراهيم حسن محمود ربيع من التهم المسندة إلى كل منهم بلا مصروفات جنائية وأمرت بمصادرة الأسلحة وإحرازها والذخائر والمحررات المزورة المضبوطة.
ومن المفارقات أن المتهم الثاني في تلك القضية صفوت عبد الغني الذي قد حكم عليه بخمس سنوات قد حصل على درجة الدكتوراه مع مرتبة الشرف حول التعددية السياسية في يوم 9 / 12 / 2007 وقد أشرف عليها الوزير الأسبق والفقيه الدستوري ونائب رئيس الوزراء الدكتور يحيى الجمل وكان أيضا في حضور د. أحمد زكي يماني وزير البترول السعودي السابق الذي دعاه د. يحيى الجمل لحضور المناقشة، مع د. محمد سليم العوا الكاتب والمفكر الإسلامي.

## أنشودة غرباء

### انتشار الإنشودة بعد المحاكمة
بعد أن أنشد المتهّم هذه الإنشودة، تم إعادة إنشادها من قبل منشدين عديدين أمثال أحمد العجمي وسعد الغامدي ومحمد الحسيان. في الحقيقة أن الشيخ / سعد الغامدي قد سبق وانشد هذه الانشودة بنفس اللحن عندما كان طالباً عام 1405 هـ 1985 م.